# Австрія на літніх Олімпійських іграх 1900
Із австрійської частини Австро-Угорщини на літніх Олімпійських іграх 1900 брало участь 14 спортсменів в трьох видах спорту. За результатами змагань команда зайняла 15-е місце в загальнокомандному заліку.

## Медалісти

### Срібло
|   |              |                                       |
| № | Спортсмени   | Вид спорту (дисципліна)               |
| 1 | Отто Вале    | Плавання (1000 метрів вільним стилем) |
| 2 | Карл Руберль | Плавання (200 метрів на спині)        |
| 3 | Отто Вале    | Плавання (200 метрів з перешкодами)   |

### Бронза
|   |               |                                      |
| № | Спортсмени    | Вид спорту (дисципліна)              |
| 1 | Карл Руберль  | Плавання (200 метрів вільним стилем) |
| 2 | Зігфрід Флеш  | Фехтування (шабля)                   |
| 3 | Мілан Нераліч | Фехтування (шабля серед маестро)     |

## Результати змагань

### Кінний спорт
| Змагання          | Спортсмени     | Коні     | Час      | Місце |
| ----------------- | -------------- | -------- | -------- | ----- |
| Конкур            | Германн Мандль | невідомо | невідомо | 4-37  |
| Стрибки у висоту  | Германн Мандль | невідомо | невідомо | 9-19  |
| Стрибки у довжину | Германн Мандль | невідомо | невідомо | 7-17  |
| Хакс та хантер    | Германн Мандль | невідомо | невідомо | 5–51  |
| Почтові перегони  | Германн Мандль | невідомо | невідомо | 5–31  |
| Почтові перегони  | Жорж де Зогеб  | невідомо | невідомо | 5–31  |

### Легка атлетика
| Змагання                  | Спортсмен                | Півфінал  | Півфінал | Фінал      | Фінал      |
| Змагання                  | Спортсмен                | Результат | Місце    | Результат  | Місце      |
| ------------------------- | ------------------------ | --------- | -------- | ---------- | ---------- |
| 400 метрів                | Корнеліус фон Любовецьки | DNS       | DNS      | не пройшов | не пройшов |
| 800 метрів                | Корнеліус фон Любовецьки | DNS       | DNS      | не пройшов | не пройшов |
| 1500 метрів               | Германн Враштіль         |           |          | невідомо   | 6          |
| 2500 метрів з перешкодами | Германн Враштіль         |           |          | невідомо   | 5          |

### Плавання
| Змагання                   | Спортсмен           | Півфінал  | Півфінал | Фінал                    | Фінал      |
| Змагання                   | Спортсмен           | Результат | Місце    | Результат                | Місце      |
| -------------------------- | ------------------- | --------- | -------- | ------------------------ | ---------- |
| 200 метрів вільним стилем  | Карл Руберль        | 2:22,6 OR | 1        | 2:32,0                   | 3          |
| 200 метрів вільним стилем  | Отто Вале           | 2:35,6 OR | 1        | DNS                      | —          |
| 200 метрів вільним стилем  | Ріхард фон Форрегер | 4:32,0    | 4        | не пройшов               | не пройшов |
| 1000 метрів вільним стилем | Отто Вале           | 15:27,0   | 2        | 14:43,6                  | 2          |
| 1000 метрів вільним стилем | Карл Руберль        | DNS       | DNS      | не пройшов               | не пройшов |
| 4000 метрів вільним стилем | Алоїз Андерле       | 1:26:25,6 | 4        | DNF                      | —          |
| 200 метрів на спині        | Карл Руберль        | 2:56,0    | 1        | 2:56,0                   | 2          |
| 200 метрів на спині        | Отто Вале           | DNS       | DNS      | не пройшов               | не пройшов |
| 200 метрів з перешкодами   | Отто Вале           | 2:56,0 OR | 1        | 2:40,0                   | 2          |
| 200 метрів з перешкодами   | Карл Руберль        | 3:06,0    | 2        | 2:51,2                   | 4          |
| Підводне плавання          | Алоїз Андерле       |           |          | 22,4 с 23,50 м 69,4 очок | 13         |

### Фехтування
| Змагання            | Спортсмени         | Перший раунд | Чвертьфінал | Додатковий раунд | Півфінал   | Півфінал   | Півфінал   | Фінал      | Фінал      | Фінал      | Втішний фінал |
| Змагання            | Спортсмени         | Місце        | Місце       | Місце            | Перемог    | Поразок    | Місце      | Перемог    | Поразок    | Місце      | Місце         |
| ------------------- | ------------------ | ------------ | ----------- | ---------------- | ---------- | ---------- | ---------- | ---------- | ---------- | ---------- | ------------- |
| Рапіра              | Рудольф Брош       | пройшов      | виграв      | виграв           | 3          | 4          | 4          | 1          | 6          | 8          |               |
| Рапіра              | Ван дер Штоппен    | пройшов      | вибув       | не пройшов       | не пройшов | не пройшов | не пройшов | не пройшов | не пройшов | не пройшов | не пройшов    |
| Рапіра              | Гайнріг Ріштофф    | вибув        | не пройшов  | не пройшов       | не пройшов | не пройшов | не пройшов | не пройшов | не пройшов | не пройшов | не пройшов    |
| Шабля               | Зігфрід Флеш       | пройшов      |             |                  | невідомо   | невідомо   | 3          | 4          | 3          | 3          |               |
| Шабля               | Гайнріг фон Теннер | пройшов      |             |                  | невідомо   | невідомо   | 2          | 2          | 5          | 7          |               |
| Шабля               | Камілло Мюллер     | пройшов      |             |                  | невідомо   | невідомо   | 2          | 1          | 6          | 8          |               |
| Шабля               | Харштайн           | пройшов      |             |                  | невідомо   | невідомо   | 5-8        | не пройшов | не пройшов | не пройшов |               |
| Шабля серед маестро | Мілан Нераліч      | пройшов      |             |                  | 5          | 2          | 4          | 4          | 3          | 3          |               |